# Alruna di Cham
Alruna di Cham (Vohburg an der Donau, 990 circa – Niederalteich, 27 gennaio 1045) è stata una religiosa tedesca, venerata come beata dalla Chiesa cattolica.

## Biografia

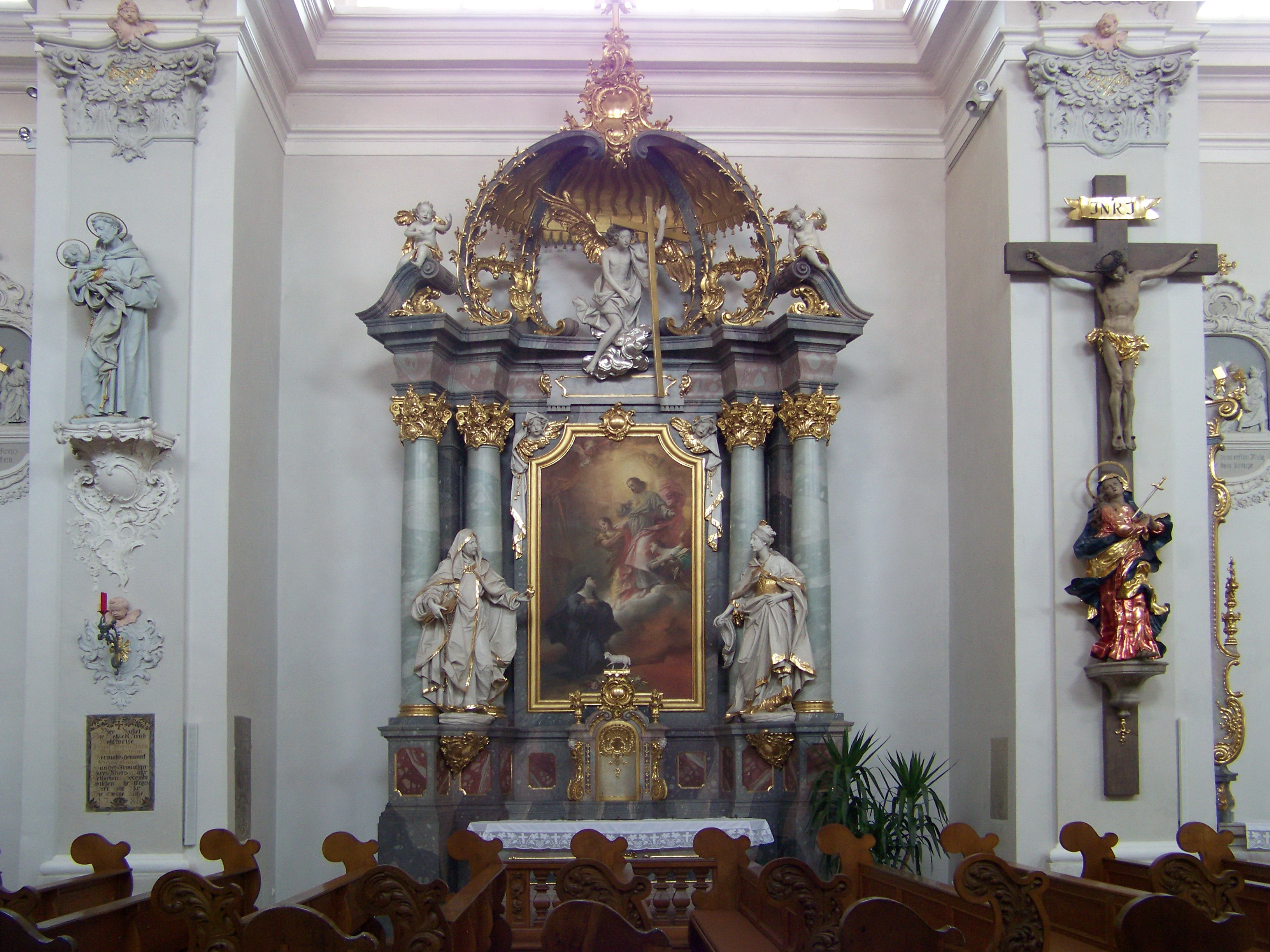
Statua della beata Alruna (a destra) su un altare laterale della chiesa di San Giacomo a Cham

Alruna nacque nel castello di Vohburg, in Baviera, all'interno della famiglia nobiliare dei margravi di Cham; secondo alcune biografie era figlia di un certo Berchtold, e aveva tre fratelli di nome Alram, Albert e Walsham; andò in sposa al conte Mazalin (o Marzelin) von Portis, da cui ebbe un figlio. Era nota per la carità verso i poveri, a cui donava cibo e vestiti, e per la mortificazione del corpo, e aveva inoltre due servitori personali, un maggiordomo di nome Wilhelm e una domestica di nome Mechtildis, anch'essi di simile fama.
Dopo essere rimasta vedova, convertì il proprio castello in un ospedale per poveri, e andò a vivere nell'abbazia benedettina di San Maurizio a Niederalteich, dove prese i voti come reclusa; qui acquisì fama di saggezza e conoscenza spirituale e venne molto cercata per avere consiglio.
Morta nel 1045 a seguito di una febbre molto violenta, venne sepolta sotto l'altare di sant'Osvaldo all'interno dell'abbazia.

## Culto
Una breve Vita di Alruna venne scritta da un monaco del monastero di Nederaltaich nel XIII secolo. Le sue reliquie furono traslate nell'altare dei santi Enrico e Cunegonda, sempre nella chiesa abbaziale, il 16 settembre 1731; nel 1800, a seguito di un incendio, vennero ulteriormente spostate in un reliquiario di vetro.
La beata è considerata patrona delle donne incinte, ed invocata per guarire dalla febbre.